# Liste der Kulturdenkmäler in Seigertshausen
Die folgende Liste enthält die in der Denkmaltopographie ausgewiesenen Kulturdenkmäler auf dem Gebiet des Ortsteils Seigertshausen der  Stadt Neukirchen, Schwalm-Eder-Kreis, Hessen.
Hinweis: Die Reihenfolge der Denkmäler in dieser Liste orientiert sich an der Anschrift, alternativ ist sie auch nach der Bezeichnung oder der Bauzeit sortierbar.
Kulturdenkmäler werden fortlaufend im Denkmalverzeichnis des Landes Hessen durch das Landesamt für Denkmalpflege Hessen auf Basis des Hessischen Denkmalschutzgesetzes (HDSchG) geführt. Die Schutzwürdigkeit eines Kulturdenkmals hängt nicht von der Eintragung in das Denkmalverzeichnis des Landes Hessen oder der Veröffentlichung in der Denkmaltopographie ab.

| Bild                                  | Bezeichnung                             | Lage                                                    | Beschreibung                | Bauzeit                    | Daten |
| ------------------------------------- | --------------------------------------- | ------------------------------------------------------- | --------------------------- | -------------------------- | ----- |
| weitere Bilder                        | Ernhaus Am Wasser 9                     | Am Wasser 9 LageFlur: 5, Flurstück: 90/1                |                             | um 1800                    |       |
| weitere Bilder                        | Doppelwohnhaus Am Wasser 11             | Am Wasser 11 LageFlur: 5, Flurstück: 88/2               |                             | 1911                       |       |
| weitere Bilder                        | Hofreite Am Wasser 12                   | Am Wasser 12 LageFlur: 6, Flurstück: 21                 |                             | 1806                       |       |
| weitere Bilder                        | Altenteiler mit Scheune Am Wasser 13    | Am Wasser 13 LageFlur: 6, Flurstück: 25/1               |                             | 1851                       |       |
| weitere Bilder                        | Altenteiler Bei der Kirche 2            | Bei der Kirche 2 LageFlur: 7, Flurstück: 163/22, 164/20 |                             | 1806                       |       |
| Fachwerkhaus Bei der Kirche 4         | Ernhaus Bei der Kirche 4                | Bei der Kirche 4 LageFlur: 7, Flurstück: 16/6           |                             | 1805                       |       |
| Fachwerkhaus Bei der Kirche 6         | Wohnwirtschaftsgebäude Bei der Kirche 6 | Bei der Kirche 6 LageFlur: 7, Flurstück: 161/20         |                             | 1895                       |       |
| weitere Bilder                        | Fachwerkhaus Bei der Kirche 8           | Bei der Kirche 8 LageFlur: 7, Flurstück: 18/1           |                             | 1894                       |       |
| die Kleeblattschule in Seigertshausen | Kleeblattschule                         | Hauptstraße 2 LageFlur: 10, Flurstück: 3/2              |                             | 1899                       |       |
| weitere Bilder                        | Evangelische Filialkirche               | Hauptstraße 13 LageFlur: 7, Flurstück: 85/1             | Architekt war Peter Zindel. | 1866–1869                  |       |
| weitere Bilder                        | Ernhaus Hauptstraße 14                  | Hauptstraße 14 LageFlur: 6, Flurstück: 40/7             |                             | 1796                       |       |
| Fachwerkhaus Hauptstraße 18           | Ernhaus Hauptstraße 18                  | Hauptstraße 18 LageFlur: 7, Flurstück: 119/82           |                             | Frühes 18. Jahrhundert     |       |
| weitere Bilder                        | Ernhaus Hauptstraße 20                  | Hauptstraße 20 LageFlur: 7, Flurstück: 38/1             |                             | 1799                       |       |
| weitere Bilder                        | Ernhaus Ropperhäuser Straße 1           | Ropperhäuser Straße 1 LageFlur: 6, Flurstück: 36/3      |                             | 1795                       |       |
| Fachwerkhaus Ropperhäuser Straße 7    | Ernhaus Ropperhäuser Straße 7           | Ropperhäuser Straße 7 LageFlur: 5, Flurstück: 75/2      |                             | 1790                       |       |
| weitere Bilder                        | Wohnwirtschaftsgebäude Teichstraße 3    | Teichstraße 3 LageFlur: 5, Flurstück: 176/68            |                             | um 1800                    |       |
| weitere Bilder                        | Ernhaus Teichstraße 7                   | Teichstraße 7 LageFlur: 5, Flurstück: 56/1              |                             | Mitte des 18. Jahrhunderts |       |